# كأس السويد 1997–98
كأس السويد 1997–98 (بالسويدية: Svenska cupen i fotboll 1997/1998)‏ هو موسم من كأس السويد. كان عدد الأندية المشاركة فيه 542، وفاز فيه نادي هلسينغبورغ.